# Pedro Santana (skulptör)
Bruno Pedro Santana Miranda, född 6 oktober 1929 i Las Palmas på Gran Canaria, död 6 oktober 2022 i Borås, var en spansk-svensk skulptör.
Pedro Santana studerade vid Konstakademien i Las Palmas, men invandrade redan i unga år till Sverige, där han vid sidan av konstnärskapet var verksam som kock i Borås och senare som bildlärare i Viskafors. Han  medverkade bland annat på Liljevalchs vårsalong 1966 och 1969 och utförde offentlig utsmyckning i Las Palmas, Falkenberg, Borås och Stockholm. Santana jobbade i början av 1960-talet som dekoratör hos Törngrens krukmakeri i Falkenberg. 1963 gjorde han en tavla med motiv "en vilande kvinna i öknen" med pastellkrita som han gav till Ebba Törngren på hennes 40-årsdag 8 juli 1963. Den ägs nu av dottern.

## Offentliga verk i urval
- Generationerna (1968), Bodaklint, Borås
- Två barn och en fågel (1974), Bergdalskolan, Borås